# Gregorio Salazar y Castro
José Gregorio Salazar (San Salvador, 1795-Ciudad de Guatemala, 1 de febrero de 1838) fue un político liberal centroamericano que gobernó la República de El Salvador como Jefe Supremo Provisorio del 13 de julio al 30 de septiembre de 1834 y gobernó la Federación Centroamericana como Vicepresidente de 1834 a 1835.

## Biografía
Don José Gregorio Salazar, nació en San Salvador en 1795 y murió en la Ciudad de Guatemala, asesinado por las huestes de Rafael Carrera y Turcios, el 1° febrero de 1838.
Su hermano fue el General Carlos Salazar Castro, quien gobernó como Presidente Provisorio de la República de El Salvador, del 23 de junio al 13 de julio de 1834.
El 21 de septiembre de 1834 se instaló en la ciudad de San Vicente la Asamblea del Estado de El Salvador, que fue mandada a elegir por don José Gregorio Salazar. Eligieron como Presidente de la Asamblea, el Lic. José María Silva.
El mes de septiembre del mismo año, la Asamblea Legislativa declaró nulos los votos para la elección de Jefe Supremo, Vicejefes y Magistrados por encontrarles faltas legales.
El 30 de septiembre de 1834, la Asamblea Legislativa de El Salvador acordó entregar el mando Supremo de la Nación, al Consejero Joaquín Escolán y Balibrera.

### Asesinato

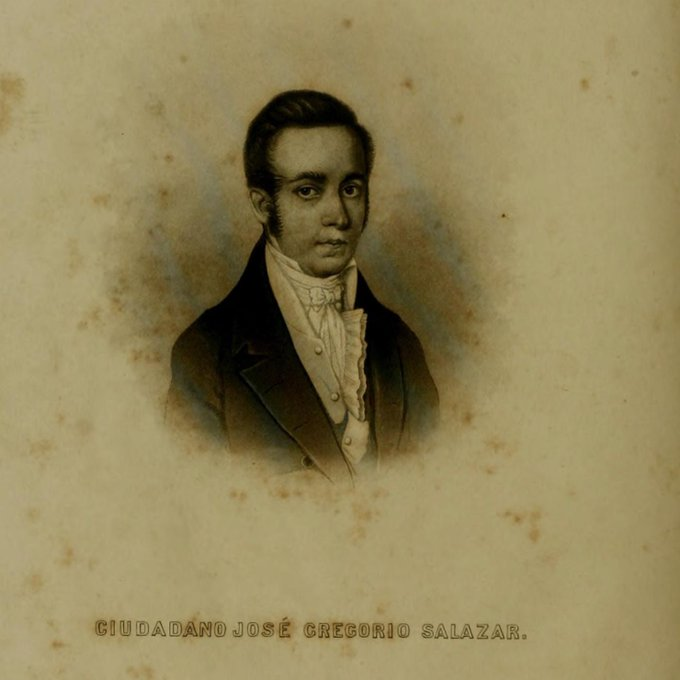
José Gregorio Salazar presidente de América Central

. A finales de enero de 1838 las tropas revolucionarias de Rafael Carrera atacaban las trincheras protegiendo la ciudad de Guatemala en donde estaba en ese momento el vicepresidente. En el 1 de febrero, el general Carlos Salazar, como mediador, obtuvo que las tropas de la capital del estado se pongan bajo las órdenes del vicejefe Pedro José Valenzuela y, al siguiente día, el vicejefe ordenó a las tropas que desocupen la plaza y las tropas de Carrera se posesionan de la capital. Durante la toma de la capital, el vicepresidente José Gregorio Salazar y Castro se refugió en la casa del ciudadano Quirino Flores. Un grupo de soldados del gobierno tomaron la casa, queriendo vengarse de Flores quien se le suponía ser colaborador de Carrera; acantonados en la casa, los soldados hicieron fuego sobre las tropas de Carrera desde las ventanas; atraídos por el fuego, los carreristas asaltaron la casa al tiempo que los soldados del gobierno se fugaron. Salazar consiguió detenerlos haciéndoles entender que el dueño de la casa no tenía la culpa de que sus enemigos hubieran desocupado su casa, también les ofreció su reloj y algún dinero para convencerles; más cuando una señora de la casa les advirtió a los carreristas que debían respetarlo porque era el vicepresidente de la república, los soldados lo asesinaron.